# Simon Moratz
Simon Moratz (* 5. Juni 1990 in Unterholzhäuseln) ist ein deutscher Freestyle-BMXer.
2012 gewann er den Freedombmx Rider of the Year-Award in der Disziplin „Dirt“ und besiegte 2012 den vierfachen X-Games-Dirt-Gewinner Corey Bohan beim Vans Dirt & Roll Contest in Jičín, Tschechien.

## Biografie

### Ausbildung
Seine Ausbildung als Zimmerer, die er im Alter von 18 Jahren als Geselle abschloss, kommt ihm im BMX-Bereich zugute. Da er seit Beginn seiner Karriere seinen eigenen Dirtpark betreibt, macht ihn das zum Spezialisten, wenn es zum Erstellen solcher Parks kommt. Seit 2009 reist Moratz durch die ganze Welt um Dirtparks zu konstruieren, zu bauen und anschließend zu fahren. Da er viel Erfahrung in dem Bereich gesammelt hat, konnte er zusammen mit seinem Team den Kurs für die Weltmeisterschaften im BMX in Köln 2014 erbauen.

### Karriere
Simon Moratz belegte beim Vans Rebeljam 2007 in Berlin den 3. Platz in der Amateurklasse und bei der Deutschen Meisterschaft im Mellowpark in Berlin ebenfalls den 3. Rang.
2008 nahm Felt Bicycles Simon Moratz in ihr BMX-Team auf und ist sein größter Sponsor. Ebenfalls fährt er für den Handschuhhersteller Troyan Gloves, die Schuhfirma Osiris Shoes, den BMX-Shop Kunstform?! und den Helmkamerahersteller Actionpro. Seit 2012 ist er im Monster-Energy-BMX-Team.

## Erfolge
2007
- 3. Vans Rebeljam, Dirt Amateur – Berlin, D
- 12. BMX Masters, Dirt Pro – Köln, D

2008
- 3. German Open, Dirt Pro – Berlin, D
- 13. BMX Masters, Dirt Pro – Köln, D
- 1. King of Dirt – Freiburg, D

2009
- 2. Highway to Hill, Dirt Pro – Berlin, D
- 1. King of Dirt, Dirt Pro – Solothurn, CH
- 6. Lords of Dirt, Dirt Pro – Tosse, FR
- 1. Local Support, Dirt Pro – Mainz, D
- 3. Big in Bavaria – München, D
- 9. BMX Weltmeisterschaft, Dirt Pro – Köln, D

2010
- 3. Local Support, Dirt Pro – Mainz, D
- 1. King of Dirt, Dirt Pro – Solothurn, CH
- 1. Austrian King of Dirt – Linz, AUT

2011
- 1. Local Support, Dirt Pro – Mainz, D
- 1. King of Dirt, Dirt Pro – Solothurn, CH
- 5. Lords of Dirt, Pro – Tosse, FR
- 6. Lords of Dirt, Pro – Frejus, FR

2012
- 2. King of Dirt, Dirt Pro – Solothurn, CH
- 2. Highway to Hill, Dirt Pro – Berlin, D
- Best Trick King of the Air – Flims, CH
- 1. Dirt and Roll, Dirt Pro – Jicin, CZ
- 5. Kill the Line, Pro – Peynier, FR
- Best Trick Kill the Line – Peynier, FR

2013
- 1. White Line – Augsburg, D
- 2. Highway to Hill – Berlin, D
- 3. Kill the Line – Peynier, FR
- Best Train Kill the Line – Peynier, FR

2014
- 5. Lords of Dirt, Pro – Serignan, FR
- 3. GGFest, Dirt Pro – Ventspils, LAT
- 1. King of Geltendorf – Munich, D
- 1. Twenty Inch Trophy, Dirt Pro – Innsbruck, AUT